# Amphilepidina
Amphilepidina es un género de foraminífero bentónico normalmente considerado un subgénero de Lepidocyclina, es decir, Lepidocyclina (Amphilepidina), pero aceptado como sinónimo posterior de Nephrolepidina de la subfamilia Lepidocyclininae, de la familia Lepidocyclinidae, de la superfamilia Asterigerinoidea, del suborden Rotaliina y del orden Rotaliida. Su especie tipo era Orbitoides sumatrensis. Su rango cronoestratigráfico abarcaba desde el Chattiense (Oligoceno superior) hasta el Burdigaliense (Mioceno inferior).

## Clasificación
Amphilepidina incluía a las siguientes especies:
- Amphilepidina flexuosa †, también considerado como Lepidocyclina (Amphilepidina) flexuosa, y aceptado como Lepidocyclina flexuosa
- Amphilepidina inhambanensis †, también considerado como Lepidocyclina (Amphilepidina) inhambanensis, de posición genérica incierta
- Amphilepidina inornata †, también considerado como Lepidocyclina (Amphilepidina) inornata, y aceptado como Lepidocyclina inornata
- Amphilepidina nipponica †, también considerado como Lepidocyclina (Amphilepidina) nipponica, y aceptado como Lepidocyclina nipponica
- Amphilepidina persimilis †, también considerado como Lepidocyclina (Amphilepidina) persimilis, de posición genérica incierta
- Amphilepidina predilatata †, también considerado como Lepidocyclina (Amphilepidina) predilatata, de posición genérica incierta
- Amphilepidina sumatrensis †, también considerado como Lepidocyclina (Amphilepidina) sumatrensis, y aceptado como Nephrolepidina sumatrensis